# جودجون فالور سيغوردسون
جودجون فالور سيغوردسون مواليد 8 أغسطس 1979 في ريكيافيك، هو لاعب كرة يد أيسلندي يلعب كجناح أيسر. مثل منتخب آيسلندا لكرة اليد. شارك في دورة الألعاب الأولمبية الصيفية سنة 2004.

## المسيرة الاحترافية
لعب مع ناتسبيرنوفلاغ أكوريرار من سنة 1998 إلى 2001، ثم لعب مع نادي غومرسباخ لكرة اليد في الدوري الألماني من سنة 2005 إلى 2008، ثم انضم إلى نادي كيل لكرة اليد من سنة 2012 إلى 2014، ثم لعب مع نادي برشلونة لكرة اليد في الدوري الإسباني من سنة 2014 إلى 2016.

## سجل المنافسة
شارك في البطولات التالية:
- بطولة العالم لكرة اليد للرجال 2015
- بطولة أوروبا لكرة اليد للرجال 2012
- بطولة أوروبا لكرة اليد للرجال 2014
- بطولة أوروبا لكرة اليد للرجال 2016
- الألعاب الأولمبية الصيفية 2012

## الميداليات
| الميدالية | المسابقة                           |
| --------- | ---------------------------------- |
| فضية      | الألعاب الأولمبية الصيفية 2008     |
| برونزية   | بطولة أوروبا لكرة اليد للرجال 2010 |

## روابط خارجية
- جودجون فالور سيغوردسون على موقع الاتحاد الأوروبي لكرة اليد (الإنجليزية)
- جودجون فالور سيغوردسون على موقع الاتحاد الفرنسي لكرة اليد (الفرنسية)
- جودجون فالور سيغوردسون على موقع نادي كيل لكرة اليد (الألمانية)
- جودجون فالور سيغوردسون على موقع أوليمبيديا (الإنجليزية)